# 杯葛港鐵公司行動
杯葛港鐵公司行動是反對逃犯條例修訂草案運動於2019年7月起所衍生的社會運動，亦被稱為「罷鐵」。港鐵則被稱為黨鐵，此詞現在仍然流行使用。行動旨在杯葛港鐵公司之所有業務，包括列車服務與其公司旗下的商場業務，以抗議港鐵於2019年7月元朗襲擊事件中疏忽職守和2019年8月24日香港反對逃犯條例修訂草案遊行前後，不只一次在已通過不反對通知書確認的集會日子內，無發生特別狀況下提早暫停遊行路線附近車站的列車服務，間接阻礙公眾參與合法遊行。

## 杯葛港鐵服務
2019年7月下旬，因應港鐵於2019年7月元朗襲擊事件期間，對傷者缺乏協助。有網民於網上發起罷乘港鐵行動，以示不滿港鐵的服務及減少其收入。部份以往常乘搭港鐵的乘客改坐巴士與小巴等其他公共交通工具。2019年8月31日太子站襲擊事件的發生及港鐵拒絕公開全段相關的閉路電視片段，令更多人甚至藝人杯葛港鐵的服務。

### 跳閘
為抗議港鐵服務欠佳，部份沒有選擇棄坐港鐵的乘客則於進出港鐵站收費區時跳過閘機、不繳車費，以減少港鐵於車務上的收入。

## 杯葛港鐵旗下商場
9月上旬，有網民發起杯葛港鐵旗下商場的行動——罷買相關商場的產品與服務。9月7日，有網民發起「全民黨鐵商場Window Shopping齋睇唔買」，以表達不滿，其中九龍灣德福廣場及沙田連城廣場有大批市民聚集。9月22日，有網民發起「和你Shop」行動，堵塞港鐵旗下的商場。有示威者以噴漆塗污沙田站的售票機。包括沙田連城廣場、青衣城、圓方商場等多個港鐵旗下的商場均有示威者聚集。

## 影響

### 客量減少
港鐵於2019年9月下旬公佈8月的車務資料。資料顯示，8月港鐵服務總人數為1.3億人次（惟表示因8月5日，2019年8月5日香港三罷行動期間多處地區進行公活動，故撤除當日乘客量數字），8月日均乘客量錄得約452萬人次，是繼2016年5月錄得約448萬人後的新低。罷鐵行動初見成效。
港鐵客量其後進一步下跌，根據乘客量資料，10月港鐵本地服務整體乘客量約1.08億人次，按月下跌約1,849萬人次。其中，機場快綫載客量跌幅最顯著，9月載客量僅為91.6萬人次，按月減少11.9萬人次，跌幅達11.5%。連計周末及公眾假期，機場快綫日均載客量不高，只錄得2.96萬人次。